# Olga Karasyova
Pour les articles homonymes, voir Karasyova.
Olga Dmitryievna Karasyova, née Kharlova le 24 juillet 1949 à Bichkek, est une gymnaste artistique soviétique.
Elle est la femme du gymnaste Valery Karasyov.

## Palmarès

### Jeux olympiques
- Mexico 1968
  -  médaille d'or au concours par équipes

### Championnats du monde
- Dortmund 1966
  -  médaille d'argent au concours par équipes
- Ljubljana 1970
  -  médaille d'or au concours par équipes
  -  médaille d'argent au sol

### Championnats d'Europe
- Landskrona 1969
  -  médaille d'or au sol
  -  médaille d'argent au concours général individuel
  -  médaille d'argent aux barres asymétriques
  -  médaille d'argent à la poutre
  -  médaille de bronze au sol